# Виктор Спиней
Виктор Спиней (на румънски: Victor Spinei) е румънски историк и археолог. Почетен член на Молдовската академия на науките (от 2018 г.).

## Биография
Виктор Спиней е роден на 26 октомври 1943 г. в Лозова, Молдавска ССР. През 1961 г. завършва средното си образование, а през 1966 г. завършва Историко–философския факултет на Яшкия университет „Александру Йоан Куза“.
От 2001 г. е член–кореспондент, от 5 юли 2015 г. е почетен член на Румънската академия. От 27 ноември 2015 г. е заместник–председател на Румънската академия.

## Награди
- 1982 – „Николае Йорга“ от Румънската академия[1]
- 2012 – „Доктор хонорис кауза“ от Молдовския държавен университет (Кишинев)[2]
- 2017 – „Орден на звездата на Румъния“[1]